# ألفرد ك. سميث
ألفرد ك. سميث (بالإنجليزية: Alfred C. Smith)‏ هو سياسي أمريكي، ولد في 8 أكتوبر 1893 في الولايات المتحدة. حزبياً، نشط في الحزب الديمقراطي. وقد انتخب عضو مجلس ولاية فرجينيا.